# Candy Young
Candy Young (verheiratete Sanders; * 21. Mai 1962) ist eine ehemalige US-amerikanische Hürdenläuferin, die sich auf die 100-Meter-Distanz spezialisiert hatte.
1979 wurde sie Vierte bei den Panamerikanischen Spielen in San Juan. 1980 verhinderte der US-Boykott eine Teilnahme an den Olympischen Spielen in Moskau.
Bei den Leichtathletik-Weltmeisterschaften 1983 in Helsinki erreichte sie im Vorlauf nicht das Ziel, und bei den Leichtathletik-Hallenweltmeisterschaften 1989 in Budapest schied sie über 60 m Hürden in der ersten Runde aus.
1979 und 1985 wurde sie US-Hallenmeisterin über 60 Yards Hürden. Für die  Fairleigh Dickinson University startend holte sie 1983 und 1984 in derselben Disziplin den NCAA-Titel in der Halle.

## Persönliche Bestzeiten
- 60 m Hürden (Halle): 8,10 s, 5. März 1989, Budapest
- 100 m Hürden: 12,89 s, 27. August 1982, Brüssel